# Katarzyna Sokólska
Katarzyna Sokólska (23 de agosto de 1993) es una deportista de Polonia que compite en atletismo. Ganó una medalla de plata en el Campeonato Europeo de Atletismo por Equipos de 2021, en la prueba de 4 × 100 m.